# Acomys louisae
Acomys louisae је врста глодара из породице мишева (Muridae).

## Распрострањење
Ареал врсте је ограничен на мањи број држава. Присутна је у следећим државама: Кенија, Џибути, Етиопија и Сомалија.

## Станиште
Станишта врсте су саване и травна вегетација.

## Угроженост
Ова врста је наведена као последња брига, јер има широко распрострањење и честа је врста.